# The Handmaid’s Tale – Der Report der Magd
The Handmaid’s Tale – Der Report der Magd (Originaltitel: The Handmaid’s Tale) ist eine dystopische US-amerikanische Drama-Fernsehserie des US-Streamingdienstes Hulu, die auf Margaret Atwoods Roman Der Report der Magd von 1985 basiert und diesen fortsetzt.
Die Handlung spielt in der nahen Zukunft, im streng patriarchalischen, christlich-fundamentalistischen Gottesstaat Gilead. In dieser religiös verbrämten Militärdiktatur, die durch einen gewaltsamen Umsturz in den Vereinigten Staaten entstanden ist, sind Frauen weitgehend rechtlos. Viele werden als Dienstmägde versklavt und missbraucht, um der herrschenden Klasse der Kommandanten und ihren unfruchtbaren Ehefrauen Kinder zu gebären, wobei die Männer grundsätzlich als zeugungsfähig gelten und es verboten ist, sie als steril zu bezeichnen.
The Handmaid’s Tale gewann zahlreiche Preise und ist die erste Fernsehserie eines Streamingdienstes, die mit einem Primetime Emmy in der Kategorie Beste Dramaserie ausgezeichnet wurde.

## Inhalt

### Überblick
In einer dystopischen Zukunft haben Umweltzerstörung und Geschlechtskrankheiten zu weitgehender Unfruchtbarkeit geführt. In dieser Gesellschaft bildet sich der totalitäre, christlich-fundamentalistische Staat Gilead heraus, der gewaltsam große Teile der USA übernimmt. Die Gesellschaft wird von machtversessenen Führern in einem neuen, militarisierten, strikt hierarchischen Regime des religiösen Fanatismus und in neu geschaffenen sozialen Klassen organisiert, in denen Frauen brutal und auch mit gezielten Verstümmelungen unterjocht werden und es ihnen unter anderem nicht erlaubt ist zu arbeiten, Eigentum und Geld zu besitzen oder zu lesen. Stattdessen sind die verbliebenen fruchtbaren Frauen als sogenannte Dienstmägde (Handmaids) Eigentum bestimmter Männer, von denen sie sich regelmäßig vergewaltigen lassen müssen, damit eine Empfängnis zustande kommt.
Die Dienstmägde verlieren, wenn sie in den Besitz eines Mannes übergehen, ihren Vor- und Nachnamen und müssen einen neuen Einzelnamen annehmen, der sich aus der Vorsilbe „Des-“ (im englischsprachigen Original „Of-“) und der Nachsilbe, bestehend aus dem Vornamen des Mannes, dem sie gehören, zusammensetzt, zum Beispiel: Desfred, Desglen oder Deswarren. Wechseln die Frauen (zum Beispiel nach dem Tod des Mannes) den Besitzer, so müssen sie den Namen des neuen Mannes annehmen, wie zum Beispiel Desglen, die zu Dessteven wird. Zu den Dienstmägden gehört auch die junge Frau June Osborne, die anfangs Desfred heißt und aus deren Perspektive – dem Serientitel entsprechend – die Serie erzählt wird.

### Handlung
June wird in der ersten Staffel in der nahen, dystopischen Zukunft gewaltsam versklavt und Besitz des hochrangigen Beamten Fred Waterford; sie lebt fortan als Dienstmagd Desfred in der Villa, in der er mit seiner empfängnisunfähigen Frau Serena Joy wohnt. Die Zeremonien, in denen Fred versucht, Desfred zu schwängern, verlaufen wenig erfolgreich und lassen Serena vermuten, dass er zeugungsunfähig ist. Deshalb wird Desfred von Serena dazu aufgefordert, sich von Nick, dem Chauffeur der Waterfords, schwängern zu lassen. Daraufhin geht Desfred mit Nick eine Intimbeziehung ein, die sie zunehmend leidenschaftlich führen. Parallel dazu erhält Desfred aber, unbemerkt von seiner Frau, auch von Fred amouröse Avancen und hat mit ihm Sex. Angesichts dieser Beziehung beendet Nick sein Verhältnis mit Desfred, ehe sie bemerkt, dass sie schwanger ist. Wenig später zwingt die Aufseherin, die Tante Lydia genannt wird, Desfred und andere Dienstmägde dazu, eine Dienstmagd zur Strafe für ihre Ungehorsamkeit zu Tode zu steinigen. In einem Akt kollektiven Ungehorsams weigern sich die Frauen jedoch, dem Befehl Folge zu leisten.
Rückblenden in der ersten Staffel geben Aufschluss über das Leben von June, bevor sie Dienstmagd der Waterfords wurde, und ihrer Vertrauten. Als die Unterdrückung der Frauen begann, war sie mit Luke, dem Vater ihrer Tochter, auf der Flucht vor den Behörden. Im Glauben, dass Luke getötet worden wäre, wurde sie verhaftet und von ihrer Tochter getrennt. Wie deutlich wird, gelang Luke tatsächlich jedoch die Flucht nach Kanada, wovon June in der dystopischen Zukunft eher zufällig erfährt.

## Entstehung
Die Serie folgt in der ersten Staffel größtenteils der Handlung des Buches. Von dort ausgehend wurde ab der zweiten Staffel die Geschichte frei weiterentwickelt.
Margaret Atwood wurde bei der Entwicklung der Serie zu Rate gezogen, um sicherzustellen, dass das Fortschreiben der Geschichte nicht ihren Vorstellungen zuwiderlief. Beispielsweise bestand Atwood darauf, dass die jüngere Tochter der Hauptfigur überleben muss, da sie deren Lebensgeschichte weitererzählen wollte. 2019 erschien Atwoods Roman Die Zeuginnen (The Testaments), der 15 Jahre nach dem Ende von Der Report der Magd ansetzt. Darin achtete Atwood auf eine Kompatibilität mit der Handlung der Fernsehserie. In einem Interview sagte Atwood, dass ihre weitere Ausgestaltung der Figur Tante Lydia, die in dem Fortsetzungsbuch eine zentrale Rolle spielt, durch Ann Dowds Darstellung in der Fernsehserie geprägt sei. In der Hörbuchfassung des Buches liest Dowd die aus Tante Lydias Sicht erzählten Textteile.

## Besetzung und Synchronisation
Die Serie wird bei der Studio Hamburg Synchron vertont. Nadine Geist ist sowohl für Dialogbuch als auch Dialogregie verantwortlich.
Die Tabelle nennt die Schauspieler, ihre Rollennamen, ihre Zugehörigkeit zur Hauptbesetzung (●) bzw. zu den Neben- und Gastdarstellern (•) je Staffel sowie die deutschen Synchronsprecher.
|                             |                   |                                                                              | Staffel | Staffel | Staffel | Staffel | Staffel | Staffel |                                                            |
| Rollenname                  | Schauspieler      | Alternative Rollennamen Englisch (Deutsch)                                   | 1       | 2       | 3       | 4       | 5       | 6       | Synchronsprecher                                           |
| --------------------------- | ----------------- | ---------------------------------------------------------------------------- | ------- | ------- | ------- | ------- | ------- | ------- | ---------------------------------------------------------- |
| June Osborne                | Elisabeth Moss    | Desfred (Offred), Desjoseph (Ofjoseph)                                       | ●       | ●       | ●       | ●       | ●       | ●       | Tanya Kahana                                               |
| Fred Waterford              | Joseph Fiennes    |                                                                              | ●       | ●       | ●       | ●       |         |         | Frank Schaff                                               |
| Serena Joy Waterford        | Yvonne Strahovski |                                                                              | ●       | ●       | ●       | ●       | ●       | ●       | Aline Staskowiak                                           |
| Dr. Emily Malek             | Alexis Bledel     | Desglen (Ofglen), Dessteven (Ofsteven), Desroy (Ofroy), Desjoseph (Ofjoseph) | ●       | ●       | ●       | ●       |         | •       | Ilona Brokowski                                            |
| Janine Lindo                | Madeline Brewer   | Deswarren (Ofwarren), Desdaniel (Ofdaniel), Deshoward (Ofhoward)             | ●       | ●       | ●       | ●       | ●       | ●       | Anna Gamburg                                               |
| Lydia Clements              | Ann Dowd          | Tante Lydia                                                                  | ●       | ●       | ●       | ●       | ●       | ●       | Peggy Sander                                               |
| Luke Bankole                | O. T. Fagbenle    |                                                                              | ●       | ●       | ●       | ●       | ●       | ●       | Tobias Schmidt                                             |
| Nick Blaine                 | Max Minghella     |                                                                              | ●       | ●       | ●       | ●       | ●       | ●       | Nico Sablik                                                |
| Moira Strand                | Samira Wiley      | Ruby                                                                         | ●       | ●       | ●       | ●       | ●       | ●       | Anja Stadlober                                             |
| Rita                        | Amanda Brugel     |                                                                              | •       | ●       | ●       | •       | •       | •       | Svantje Wascher                                            |
| Joseph Lawrence             | Bradley Whitford  |                                                                              |         | •       | ●       | ●       | ●       | ●       | Klaus-Dieter Klebsch                                       |
| Mark Tuello                 | Sam Jaeger        |                                                                              |         | •       | •       | ●       | ●       | ●       |                                                            |
| Hannah Bankole              | Jordana Blake     | Agnes MacKenzie                                                              | •       | •       | •       | •       | •       | •       | Laeticia Schwarz                                           |
| Warren Putnam               | Stephen Kunken    |                                                                              | •       | •       | •       | •       | •       | ●       |                                                            |
| Naomi Putnam/Naomi Lawrence | Ever Carradine    |                                                                              | •       | •       | •       | •       | •       | •       | Irina von Bentheim                                         |
| Alma                        | Nina Kiri         | Desrobert (Ofrobert)                                                         | •       | •       | •       |         |         |         |                                                            |
| Beth                        | Kristen Gutoskie  |                                                                              | •       |         | •       |         |         |         | Marieke Oeffinger                                          |
| Holly Maddox                | Cherry Jones      |                                                                              |         | •       | •       |         |         |         |                                                            |
| Eleanor Lawrence            | Julie Dretzin     |                                                                              |         | •       | •       |         |         |         | Katharina Koschny                                          |
| Lillie Fuller               | Tattiawna Jones   | Desglen (Ofglen) #2                                                          | •       | •       |         |         |         |         |                                                            |
| Dolores                     | Jenessa Grant     | Dessamuel (Ofsamuel)                                                         | •       | •       |         |         |         |         | Maria Hönig                                                |
| Brianna                     | Bahia Watson      | Deseric (Oferic)                                                             | •       | •       | •       |         |         |         | Jelena Baack (Staffel 1) Christina Wöllner (Staffeln 2–5)  |
| Erin                        | Erin Way          |                                                                              | •       | •       | •       |         |         |         | Jenny van der Wall (Staffel 1) Daniela Grubert (Staffel 2) |
| Sylvia                      | Clea DuVall       |                                                                              |         | •       | •       |         |         |         | Antje Thiele                                               |

## Veröffentlichung
Der Serienstart war am 26. April 2017 beim Videoportal Hulu, nachdem sie im April des Vorjahres mit einer Direktbestellung versehen worden war.
Die deutschsprachige Fassung der ersten Staffel wurde ab 4. Oktober 2017 bei EntertainTV Serien, einem Portal von Telekom Deutschland und deren Dienst Telekom Entertain, erstveröffentlicht.
Die ersten beiden Episoden der zweiten Staffel der Serie wurden am 25. April 2018 bei Hulu zur Verfügung gestellt. Die weiteren Folgen wurden jeweils mittwochs hinzugefügt. Die dritte Staffel startete am 5. Juni 2019 mit den ersten drei Episoden auf Hulu. Insgesamt umfasst sie 13 Folgen. Die vierte Staffel, deren Dreharbeiten sich aufgrund der COVID-19-Pandemie verzögerten, war für den 28. April 2021 angekündigt, die ersten drei Episoden wurden jedoch bereits einen Tag vorher am 27. April 2021 auf Hulu veröffentlicht. Eine deutschsprachige Erstausstrahlung der kompletten vierten Staffel erfolgte am 2. September 2021 auf MagentaTV.
Während der Dreharbeiten zur vierten Staffel wurde bekannt, dass Hulu eine fünfte Staffel in Auftrag gegeben hat. Die fünfte Staffel wurde vom 14. September bis 9. November 2022 wöchentlich auf Hulu veröffentlicht. Eine deutschsprachige Ausstrahlung der fünften Staffel fand im wöchentlichen Rhythmus vom 10. November bis 22. Dezember 2022 auf Magenta TV statt. Im September 2022 wurde die Serie um eine sechste Staffel verlängert, mit der sie auch enden wird. Die sechste und finale Staffel startete in den USA am 8. April 2025 und soll am 27. Mai 2025 beendet werden. In Deutschland startete parallel am 8. April 2025 die Veröffentlichung der ersten drei Folgen bei MagentaTV.
| Staffel | Episoden | Erstveröffentlichung (Hulu)   | Deutschsprachige Erstveröff. (MagentaTV) | DVD und Blu-ray (Deutsch) |
| ------- | -------- | ----------------------------- | ---------------------------------------- | ------------------------- |
| 1       | 10       | 26. Apr. 2017 – 14. Jun. 2017 | 4. Okt. 2017 – 23. Nov. 2017             | 15. März 2018             |
| 2       | 13       | 25. Apr. 2018 – 11. Jul. 2018 | 2. Aug. 2018 – 11. Okt. 2018             | 13. Dez. 2018             |
| 3       | 13       | 5. Jun. 2019 – 14. Aug. 2019  | 5. Sep. 2019                             | 5. Dez. 2019              |
| 4       | 10       | 27. Apr. 2021 – 16. Jun. 2021 | 2. Sep. 2021                             | 28. April 2022            |
| 5       | 10       | 14. Sep. 2022 – 9. Nov. 2022  | 10. Nov. 2022 – 22. Dez. 2022            | 11. Mai 2023              |
| 6       | 10       | 8. Apr. 2025 – 27. Mai 2025   | 8. Apr. 2025 – 27. Mai 2025              |                           |

## Rezeption

### Kritik
| Bewertungsdienst              | Staffel | Staffel | Staffel | Staffel | Staffel | Staffel |
| Bewertungsdienst              | 1       | 2       | 3       | 4       | 5       | 6       |
| ----------------------------- | ------- | ------- | ------- | ------- | ------- | ------- |
| Rotten Tomatoes (Tomatometer) | 94 %    | 89 %    | 82 %    | 69 %    | 80 %    | 92 %    |
| Metacritic (Metascore)        | 92 %    | 86 %    | 68 %    | 62 %    | 63 %    | 77 %    |
| Filmdienst                    | [ 28 ]  | [ 29 ]  | [ 30 ]  |         |         | [ 31 ]  |

„Die vierte Staffel liefert nicht nur was Spannung, überraschende Wendungen und schauspielerische Leistung angeht wieder jede Menge Highlights.“

### Auszeichnungen
Im Jahr 2017 wurde die Serie in mehreren Kategorien mit dem Emmy Award (als beste Dramaserie sowie für Elisabeth Moss und Ann Dowd als beste Darstellerinnen) und zwei Golden Globe Awards (als beste Dramaserie und als beste Serien-Hauptdarstellerin im Genre Drama für Moss) ausgezeichnet. Damit ist The Handmaid’s Tale die erste Serie eines Streaming-Dienstes, die den Emmy Award als beste Dramaserie gewann.